# Zoran Mirković
Zoran Mirković (cyr. Зоран Мирковић, ur. 21 września 1971 w Belgradzie) – serbski piłkarz grający na pozycji prawego obrońcy, a także trener.

## Kariera klubowa
Piłkarską karierę Mirković rozpoczął w serbskim klubie Radnički Svilajnac, w barwach którego zadebiutował w 1989 roku w drugiej lidze Jugosławii. Latem 1990 przeszedł do pierwszoligowego FK Rad, a 3 marca 1991 zadebiutował w lidze w przegranym 1:2 spotkaniu ze Proleterem Zrenjanin. Został mistrzem Jugosławii w kategorii U-21, ale z pierwszym zespołem Radu nie osiągnął większych sukcesów. Grał tam do lata 1993, a następnie odszedł do jednej z czołowych drużyn w kraju, Partizana. Tam stał się podstawowym zawodnikiem i w swoim pierwszym sezonie ze stołecznym klubem sięgnął po tytuł mistrza Jugosławii. Zdobył wtedy także Puchar Jugosławii, a latem 1994 wystąpił w eliminacjach do Ligi Mistrzów. W sezonie 1994/1995 obronił z Partizanem mistrzostwo kraju, a grał tam także w sezonie 1995/1996. Przez trzy lata wystąpił w 82 ligowych spotkaniach „Grobarich”, w których zdobył jedną bramkę.
Latem 1996 roku Mirković został sprzedany do klubu włoskiej Serie A, Atalanty BC. Zadebiutował w niej 8 września w spotkaniu z Cagliari Calcio (0:2), jednak w debiucie doznał kontuzji i przez trzy miesiące nie grał w piłkę. Po powrocie po urazie był podstawowym zawodnikiem zespołu, jednak w sezonie 1997/1998 przeżył z nim spadek z Serie A do Serie B.
Pomimo spadku Atalanty gra Mirkovicia została zauważona przez trenera ówczesnego mistrza kraju Juventusu, Marcella Lippiego. Za czasów Lippiego w „Juve” grał w podstawowym składzie, jednak wiosną 1999 szkoleniowiec został zwolniony, a na jego miejsce zatrudniono Carla Ancelottiego i Serb stracił miejsce w składzie klubu z Turynu. W sezonie 1999/2000 został wicemistrzem Włoch, ale występował głównie w rozgrywkach Pucharu Włoch i Pucharu UEFA. Przez dwa lata rozegrał dla „Bianconerich” tylko 27 meczów, w których zdobył jedną bramkę.
W 2000 roku Mirković podpisał trzyletni kontrakt z tureckim Fenerbahçe SK. W swoim pierwszym sezonie spędzonym w Stambule został mistrzem Turcji oraz dotarł do finału Pucharu Turcji. Rok później został wicemistrzem kraju, ale w sezonie 2002/2003 spisywał się słabiej, podobnie jak klubowi partnerzy. Rozegrał tylko 15 ligowych spotkań, a „Fener” zajęło dopiero 6. pozycję w Superlidze. Po zakończeniu sezonu kierownictwo Fenerbahçe nie przedłużyło z Zoranem kontraktu.
W styczniu 2004 roku Mirković wrócił do Partizana i podpisał z nim 2,5-letni kontrakt. W sezonie 2003/2004 nie zdołał pomóc klubowi w obronieniu mistrzostwa Serbii i Czarnogóry, ale już w 2005 roku świętował wraz z partnerami zdobycie tytułu mistrzowskiego. W 2006 roku znów został wicemistrzem kraju, a 6 marca tamtego roku postanowił zakończyć piłkarską karierę w wieku 34 lat.
| Sezon   | Klub               | Kraj                | Rozgrywki  | Mecze | Bramki |
| ------- | ------------------ | ------------------- | ---------- | ----- | ------ |
| 1989/90 | Radnički Svilajnac | Jugosławia          | Druga liga | 15    | 0      |
| 1990/91 | FK Rad             | Jugosławia          | Prva liga  | 5     | 0      |
| 1991/92 | FK Rad             | Jugosławia          | Prva liga  | 27    | 0      |
| 1992/93 | FK Rad             | Jugosławia          | Prva liga  | 30    | 1      |
| 1993/94 | FK Partizan        | Jugosławia          | Prva liga  | 26    | 0      |
| 1994/95 | FK Partizan        | Jugosławia          | Prva liga  | 29    | 0      |
| 1995/96 | FK Partizan        | Jugosławia          | Prva liga  | 27    | 1      |
| 1996/97 | Atalanta BC        | Włochy              | Serie A    | 22    | 0      |
| 1997/98 | Atalanta BC        | Włochy              | Serie A    | 30    | 0      |
| 1998/99 | Juventus F.C.      | Włochy              | Serie A    | 19    | 1      |
| 1999/00 | Juventus F.C.      | Włochy              | Serie A    | 8     | 0      |
| 2000/01 | Fenerbahçe SK      | Turcja              | Süper Lig  | 29    | 1      |
| 2001/02 | Fenerbahçe SK      | Turcja              | Süper Lig  | 27    | 1      |
| 2002/03 | Fenerbahçe SK      | Turcja              | Süper Lig  | 15    | 0      |
| 2003/04 | FK Partizan        | Serbia i Czarnogóra | Super liga | 10    | 0      |
| 2004/05 | FK Partizan        | Serbia i Czarnogóra | Super liga | 23    | 2      |
| 2005/06 | FK Partizan        | Serbia i Czarnogóra | Super liga | 13    | 0      |

## Kariera reprezentacyjna
W reprezentacji Jugosławii Mirković zadebiutował 1 stycznia 1995 roku w wygranym 3:1 towarzyskim meczu z Hongkongiem. W 1998 roku został powołany przez Slobodana Santrača do kadry na Mistrzostwa Świata we Francji. Tam zagrał we dwóch spotkaniach: grupowym wygranym 1:0 z Iranem oraz w 1/8 finału z Holandią (1:2). Ostatni mecz w kadrze narodowej rozegrał 11 czerwca 2003 przeciwko Azerbejdżanowi (1:2). Ogółem w reprezentacji rozegrał 59 spotkań.